# Jérome Valbon
Jérome Valbon (Parigi, 1994) è un giocatore di football americano francese che gioca come tight end per i Potsdam Royals.
Inizia a giocare nei Corsaires d'Évry, per poi passare  per i roster di due squadre universitarie canadesi; nel 2018 torna in Europa ai finlandesi Wasa Royals, quindi si trasferisce in Germania, prima ai Rostock Griffins e in seguito ai Potsdam Royals.

## Palmarès
- 1 Europeo (2018)
- 2 GFL-Bowl (Potsdam Royals, 2023, 2024)